# Воронин, Игорь Николаевич
И́горь Никола́евич Воро́нин (род. 18 декабря 1963, Омск) — мэр города Волжский.

## Биография
Родился 18 декабря 1963 года в Омске. Затем переехал в Волжский, где в 1981 году окончил школу № 18.
В 1986 году окончил Волгоградский политехнический институт по специальности «Двигатели внутреннего сгорания». Работал мастером на Волгоградском тракторном заводе, мастером по ремонту оборудования горячего проката на Волжском трубном заводе в цехе ТПЦ-1. В 1996 года — заместитель по маркетингу генерального директора, затем генеральный директор ОАО «Энерготехмаш».
Занимал должность мэра города с 2000 по 2005, переизбирался в 2005. Одновременно в 2003 году окончил Волжский гуманитарный институт по специальности «Экономика».
Проиграв в 2009 году выборы на пост мэра города Марине Робертовне Афанасьевой, вернулся генеральным директором в ОАО «Энерготехмаш».
Участвовал в выборах на пост мэра города в 2013 году, где выиграл с большим отрывом.

## Личная жизнь
Женат; дети:
- дочь
- сын — Филипп (род. 1 мая 1984, Волжский) — менеджер, советник министра труда и социальной защиты РФ (с 2014)[2].

## Награды
- Медаль ордена «За заслуги перед Отечеством» I степени (3 октября 2023) — за достигнутые трудовые успехи и многолетнюю добросовестную работу[3]
- Медаль ордена «За заслуги перед Отечеством» II степени (2 декабря 2006) — за большой вклад в социально-экономическое развитие области и многолетний добросовестный труд[4]